# Moraea calcicola
Moraea calcicola är en irisväxtart som beskrevs av Peter Goldblatt. Moraea calcicola ingår i släktet Moraea och familjen irisväxter. Inga underarter finns listade i Catalogue of Life.